# Nigel Havers
Nigel Allan Havers (Edmonton (Londen), 6 november 1951) is een Brits acteur.
Zijn bekendste filmrollen speelde hij in de jaren 80. In de Oscar-winnende film Chariots of Fire (1981) speelde hij de rol van Lord Andrew Lindsay, een student in Cambridge. De rol was deels gebaseerd op David Burghley en Douglas Lowe. In de film A Passage to India (1984) speelde Havers de rol van Ronny Heaslop en in Empire of the Sun (1987) die van Dr. Rawlins.
Havers werd nog bekender door vele rollen in televisie-series. In 1975 verscheen hij in een van de laatste afleveringen van Upstairs, Downstairs. Twee jaar later had hij zijn eerste grote succes met de hoofdrol in een BBC-dramatisering van Nicholas Nickleby. Hij speelde een aantal jaren mee in de BBC-sitcom Don't Wait Up (1983-1990). In 1991 speelden hij en Warren Clarke twee voormalige KGB-spionnen in de komische miniserie Sleepers. Van 2009 tot 2019 speelde hij de rol van escort Lewis Archer in Coronation Street. 
Sinds 2020 presenteert hij op BBC One het (op het Duitse Bares für Rares gebaseerde) veilingprogramma The Bidding Room.

## Persoonlijk
Nigel Havers stamt uit een geslacht van prominente juristen. Zijn vader Michael Havers, Baron Havers (1923-1992) was van 1979 tot 1987 Procureur-generaal onder Margaret Thatcher. En zijn grootvader Sir Cecil Havers (1889-1977) was een rechter, die onder andere bekend was omdat hij de moordenares Ruth Ellis ter dood veroordeelde.